# Communauté d'agglomération Hérault Méditerranée
La communauté d'agglomération Hérault Méditerranée  est une communauté d'agglomération française, située dans le département de l'Hérault.

## Histoire
Issue de la fusion entre les communautés de communes des Pays d'Agde et de Pézenas, la communauté d'agglomération Hérault Méditerranée est créée le 17 décembre 2002 avec effet au 31 décembre 2002.
Le 1er janvier 2017, Tourbes rejoint la communauté d'agglomération.

## Territoire communautaire

### Composition
La communauté d'agglomération est composée des 20 communes suivantes :

| Nom                     | Code Insee | Gentilé          | Superficie (km2) | Population (dernière pop. légale) | Densité (hab./km2) |
| ----------------------- | ---------- | ---------------- | ---------------- | --------------------------------- | ------------------ |
| Saint-Thibéry (siège)   | 34289      | Saint-Thibériens | 18,47            | 3 047 (2022)                      | 165                |
| Adissan                 | 34002      | Adissanais       | 4,46             | 1 347 (2022)                      | 302                |
| Agde                    | 34003      | Agathois         | 50,81            | 29 612 (2022)                     | 583                |
| Aumes                   | 34017      | Aumois           | 7,39             | 502 (2022)                        | 68                 |
| Bessan                  | 34031      | Bessannais       | 27,65            | 5 705 (2022)                      | 206                |
| Castelnau-de-Guers      | 34056      | Castelnaulais    | 22,51            | 1 199 (2022)                      | 53                 |
| Caux                    | 34063      | Caussinards      | 24,84            | 2 692 (2022)                      | 108                |
| Cazouls-d'Hérault       | 34068      | Cazoulins        | 4,39             | 413 (2022)                        | 94                 |
| Florensac               | 34101      | Florensacois     | 35,71            | 5 138 (2022)                      | 144                |
| Lézignan-la-Cèbe        | 34136      | Lézignanais      | 6,13             | 1 569 (2022)                      | 256                |
| Montagnac               | 34162      | Montagnacois     | 39,81            | 4 465 (2022)                      | 112                |
| Nézignan-l'Évêque       | 34182      | Nézignanais      | 4,33             | 1 730 (2022)                      | 400                |
| Nizas                   | 34184      | Nizaçois         | 8,53             | 661 (2022)                        | 77                 |
| Pézenas                 | 34199      | Piscénois        | 29,56            | 7 789 (2022)                      | 263                |
| Pinet                   | 34203      | Pinetois         | 8,83             | 2 012 (2022)                      | 228                |
| Pomérols                | 34207      | Pomérolais       | 11,01            | 2 255 (2022)                      | 205                |
| Portiragnes             | 34209      | Portiragnais     | 20,16            | 3 388 (2022)                      | 168                |
| Saint-Pons-de-Mauchiens | 34285      | Saint-Ponais     | 13,58            | 641 (2022)                        | 47                 |
| Tourbes                 | 34311      | Tourbains        | 15,96            | 1 875 (2022)                      | 117                |
| Vias                    | 34332      | Viassois         | 32,49            | 5 960 (2022)                      | 183                |

### Démographie
| 1968   | 1975   | 1982   | 1990   | 1999   | 2010   | 2015   | 2021   | 2022   |
| ------ | ------ | ------ | ------ | ------ | ------ | ------ | ------ | ------ |
| 42 471 | 42 045 | 44 724 | 52 391 | 58 276 | 71 390 | 76 156 | 80 710 | 82 000 |

## Administration

### Siège
Le siège de la communauté d'agglomération est situé à Saint-Thibéry, 22 avenue du 3e Millénaire.

### Tendances politiques
| Commune                 | Maire                | Étiquette | Étiquette |
| ----------------------- | -------------------- | --------- | --------- |
| Adissan                 | Patrick Lario        |           | SE        |
| Agde                    | Sébastien Frey       |           | UDI       |
| Aumes                   | Jacques Moncouyoux   |           | SE        |
| Bessan                  | Stéphane Pépin-Bonet |           | DVD       |
| Castelnau-de-Guers      | Didier Michel        |           | SE        |
| Caux                    | Jean-Charles Desplan |           | DVD       |
| Cazouls-d'Hérault       | Henry Sanchez        |           | DVD       |
| Florensac               | Vincent Gaudy        |           | PS        |
| Lézignan-la-Cèbe        | Rémi Bouyala         |           | DVG       |
| Montagnac               | Yann Llopis          |           | DVD       |
| Nézignan-l'Évêque       | Edgard Sicard        |           | LR        |
| Nizas                   | Daniel Renaud        |           | DVC       |
| Pézenas                 | Armand Rivière       |           | DVG       |
| Pinet                   | Nicolas Isern        |           | SE        |
| Pomérols                | Laurent Durban       |           | SE        |
| Portiragnes             | Gwendoline Chaudoir  |           | Agir      |
| Saint-Pons-de-Mauchiens | Christine Pradel     |           | SE        |
| Saint-Thibéry           | Jean Augé            |           | SE        |
| Tourbes                 | Christian Jantel     |           | DVD       |
| Vias                    | Jordan Dartier       |           | DVD       |

### Conseil communautaire
Les 58 conseillers titulaires sont ainsi répartis selon le droit commun comme suit :
| Nombre de conseillers | Communes                                                      |
| --------------------- | ------------------------------------------------------------- |
| 17                    | Agde                                                          |
| 6                     | Pézenas                                                       |
| 5                     | Vias                                                          |
| 4                     | Bessan, Florensac                                             |
| 3                     | Montagnac                                                     |
| 2                     | Caux, Nézignan-l'Évêque, Pomérols, Portiragnes, Saint-Thibéry |
| 1 (+1 suppléant)      | les 9 autres communes                                         |

### Élus
La communauté d'agglomération est administrée par son conseil communautaire constitué en 2020 de 58 conseillers communautaires, qui sont des conseillers municipaux représentant chacune des communes membres pour une durée de six ans.
À la suite des élections municipales de 2020 dans l'Hérault, le conseil communautaire du 11 juillet 2020 a réélu son président, Gilles d'Ettore, maire d'Agde, ainsi que ses 15 vice-présidents.
Le bureau est remanié le 14 février 2022 à la suite de l'élection municipale partielle de Pinet, où le maire sortant Gerard Barrau perd son siège de conseiller communautaire, puis le 10 juin 2024, après la démission de Gilles d'Ettore et l'élection à la présidence de Sébastien Frey, nouveau maire d'Agde, et depuis cette date, la liste des vice-présidents est la suivante :
|     | Attributions                                                                                            | Identité             | Qualité                       |
| --- | --- | -------------------- | ----------------------------- |
| 1er | Aménagement durable du territoire, droits des sols et planification                                     | Armand Rivière       | Maire de Pézenas              |
| 2e  | Finances, administration générale et suivi des politiques européennes                                   | Stéphane Pépin-Bonet | Maire de Bessan               |
| 3e  | Développement économique                                                                                | Jordan Dartier       | Maire de Vias                 |
| 4e  | Transition écologique, GEMAPI et littoral                                                               | Gwendoline Chaudoir  | Maire de Portiragnes          |
| 5e  | Emploi, formation, insertion et numérique                                                               | Laurent Durban       | Maire de Pomerols             |
| 6e  | Gestion de l'eau, assainissement, eaux pluviales et défense contre l'incendie                           | Vincent Gaudy        | Maire de Florensac            |
| 7e  | Ressources humaines                                                                                     | Edgard Sicard        | Maire de Nézignan-l'Évêque    |
| 8e  | Patrimoine, équipements culturels et lecture publique                                                   | Yann Llopis          | Maire de Montagnac            |
| 9e  | Tourisme et métiers d'art                                                                               | Véronique Rey        | Conseillère municipale d'Agde |
| 10e | Habitat et politique de la ville                                                                        | François Péréa       | Conseiller municipal d'Agde   |
| 11e | Propreté voirie, espaces verts, moyens généraux, construction et entretien des bâtiments communautaires | Jean Augé            | Maire de Saint-Thibéry        |
| 12e | Transports et mobilités                                                                                 | Jean-Charles Desplan | Maire de Caux                 |
| 13e | Ruralité, développement des filières agricoles et circuits courts                                       | Rémi Bouyala         | Maire de Lézignan-la-Cèbe     |
| 14e | Gestion des risques majeurs, prévention de la délinquance et des atteintes à l'environnement            | Jérôme Bonnafoux     | Adjoint au maire d'Agde       |
| 15e | Commande publique et équipements aquatiques et sportifs communautaires                                  | Thierry Dominguez    | Conseiller municipal d'Agde   |

### Liste des présidents
| Période      | Période  | Identité        | Étiquette | Qualité |
| ------------ | -------- | --------------- | --------- | --- |
| janvier 2003 | mai 2024 | Gilles d'Ettore | UMP-LR    | Maire d'Agde (2001 → 2024) Député de l'Hérault (7e circ.) (2007 → 2012) Réélu en 2008, 2014 et 2020 Démissionnaire |
| juin 2024    | En cours | Sébastien Frey  | UDI       | Maire d'Agde (2024 → ) Conseiller départemental d'Agde (2015 → )                                                   |

### Compétences
Les compétences exercées par la communauté d'agglomération comprennent :
- Les compétences obligatoires :
  - Le développement économique
  - L'aménagement de l'espace communautaire
  - Gestion des milieux aquatiques et prévention des inondations
  - L'équilibre social de l'habitat
  - La politique de la ville
  - Accueil des gens du voyage
  - Collecte et traitement des déchets ménagers et déchets assimilé

- Les compétences optionnelles choisies :
  - En matière de protection et de mise en valeur de l'environnement et du cadre de vie
  - Construction, aménagement, entretien et gestions d'équipements culturels et sportifs d'intérêt communautaire
  - Eau
  - Les compétences facultatives
  - Assainissement non collectif
  - Assainissement collectif

- Les compétences supplémentaires :
  - Création et gestion de service public d'intérêt communautaire
  - Entretien des cours d'eau afin de maintenir le bon écoulement des eaux et dont la liste figure en annexe
  - Création des itinéraires de promenade et de randonnées des circuits VTT, reconnus labellisés
  - Gestion, protection et valorisation des espaces naturels
  - Etudes et travaux liées à la recomposition spatiale du Littoral et à la gestion du trait de cote
  - Propreté de la voirie urbaine
  - Entretien et recomposition de tous les espaces verts urbains situés sur le territoire intercommunal
  - L’établissement et l’exploitation de nouvelles structures haut débit
  - Valorisation des patrimoines
  - Agriculture
  - Mise en œuvre du contrat rivière Orb
  - Définition, animation, et coordination d’une stratégie globale d’aménagement du bassin versant de la lagune de Thau ...
  - Coordination, animation et études pour une gestion équilibrée de l’eau...
  - Coordination, animation et étude pour une gestion équilibrée de l'eau et des milieux aquatiques sur le bassin versant du fleuve Hérault, en cohérence avec le Schéma d'Aménagement et de Gestion des Eaux (SAGE).

#### Autre groupements
Ce groupement adhère aux groupements
- S.I.C.T.O.M. de la région de Pézenas
- SM des transports en commun de l'Hérault
- Syndicat mixte du schéma de cohérence territoriale du Biterrois

### Régime fiscal et budget
Le régime fiscal de la communauté d'agglomération est la fiscalité professionnelle unique (FPU).